# Ciniru (plaats)
Ciniru is een bestuurslaag in het regentschap Kuningan van de provincie West-Java, Indonesië. Ciniru telt 1308 inwoners (volkstelling 2010).